# Geert Joris
Geert Joris (22 april 1960) is een Belgisch directeur.

## Leven en werk
Joris studeerde moraalwetenschappen aan de Universiteit Gent en volgde bijkomende opleidingen aan de Vlerick School voor Management. Nadien leidde hij - in de jaren 90 - het pre-press bureau Griffo en drukkerij Imschoot in Gent.
In 2005 werd hij algemeen directeur van Boek.be als opvolger van Dorian van der Brempt.
Eind 2012 werd hij met ingang van 2013 benoemd tot algemeen secretaris van de Nederlandse Taalunie, in opvolging van Linde van den Bosch. In 2017 volgde de Nederlander Hans Bennis hem op.
Sinds 2016 is Joris directeur van het Centrum Ronde van Vlaanderen.